# Reichsbahndirektion Würzburg

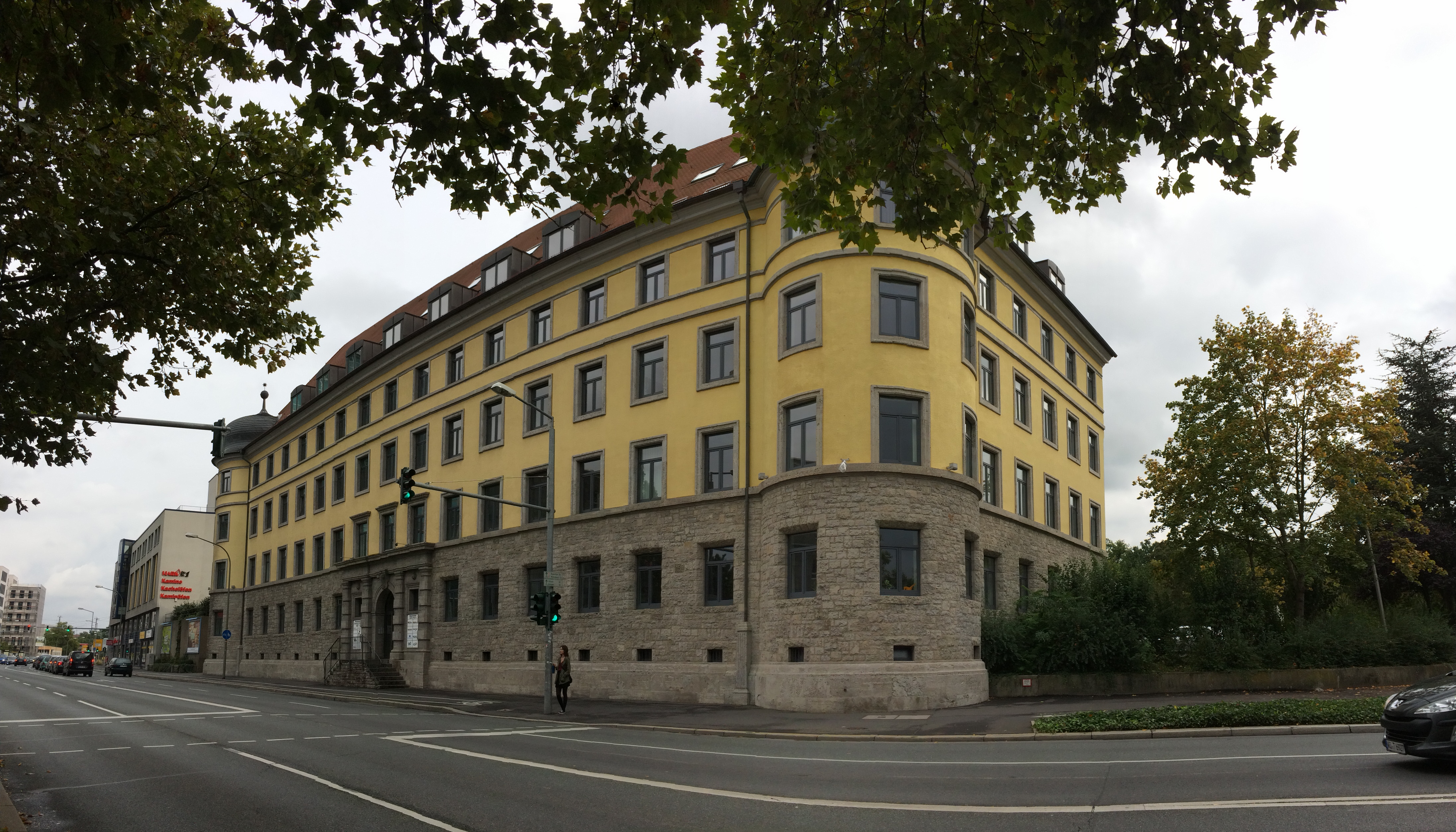
Ehemaliges Direktionsgebäude in Würzburg, Berliner Platz 12

Die Reichsbahndirektion Würzburg war ein Verwaltungsbezirk der Deutschen Reichsbahn, der von 1920 bis 1930 existierte. Sie ging zurück auf das 1854 eingerichtete Bahnamt Würzburg und die 1907 gegründete Eisenbahndirektion Würzburg der Königlich Bayerischen Staatseisenbahnen.

## Geschichte
Vorläufer der Reichsbahndirektion Würzburg waren von 1854 bis 1875 das Oberpost- und Bahnamt Würzburg, nach der Trennung der Post- und Bahnverwaltung in Bayern 1875 lautete die Behördenbezeichnung Oberbahnamt Würzburg. 1901 wurde die Behörde in Eisenbahnbetriebsdirektion, nach der Bahnreform von 1907 in Eisenbahndirektion Würzburg umbenannt, als die Königlich Bayerische Staatseisenbahnen in fünf Eisenbahndirektionen neu organisiert wurden. Nach der Überführung der Länderbahnen in das Eigentum des Deutschen Reichs 1920 wurde die Direktion zunächst als Generaldirektion Würzburg bezeichnet, bis Reichsverkehrsminister Wilhelm Groener 1922 für alle Direktionen die Bezeichnung Reichsbahndirektion festlegte. Von 1924 bis zu ihrer Auflösung war die Reichsbahndirektion Würzburg wie alle bayerischen Direktionen der Gruppenverwaltung Bayern unterstellt.
Zum 31. März 1930 wurde die Reichsbahndirektion aufgelöst, wobei sich die Abwicklung über das ganze Jahr 1930 erstreckte. Die örtliche Zuständigkeit der ehemaligen Reichsbahndirektion Würzburg wurde auf die Reichsbahndirektion Augsburg und die Reichsbahndirektion Nürnberg verteilt. An die RBD Augsburg fielen die Bahnstrecke Augsburg–Nördlingen ab Hoppingen sowie die vom Bahnhof Nördlingen ausgehenden Strecken nach Gunzenhausen (ausschließlich), Wemding und Dombühl (ausschließlich). Alle übrigen Strecken der aufgelösten RBD Würzburg gingen in die Zuständigkeit der Reichsbahndirektion Nürnberg über.

## Streckennetz
Das Direktionsgebiet reichte von der bayerischen Nordgrenze bei Aschaffenburg und Meiningen bis kurz vor die Donau bei Donauwörth und erstreckte sich vorwiegend über das Gebiet des heutigen Bezirks Unterfranken sowie den Westteil des Bezirks Mittelfranken. Zudem gehörten einige Strecken im nördlichsten Teil des Bezirks Schwaben, im südlichen Thüringen sowie kurze Abschnitte ins benachbarte Hessen zur Würzburger Direktion. Wichtige Hauptstrecken waren:
- Bahnstrecke Würzburg–Aschaffenburg (Main-Spessart-Bahn)
- Bahnstrecke Fürth–Würzburg
- Bahnstrecke Bamberg–Rottendorf
- Bahnstrecke Schweinfurt–Meiningen
- Bahnstrecke Treuchtlingen–Würzburg

Bahnbetriebswerke bestanden in Aschaffenburg, Ansbach, Gemünden am Main, Nördlingen, Schweinfurt und Würzburg.

## Präsidenten
Präsidenten der Direktion Würzburg waren zwischen 1907 und 1930:
- Karl von Welcker (Januar 1907 – September 1919)
- Konrad Dasch (1. Oktober 1919 – 16. Oktober 1921)
- vakant
- Valentin Koch (1. April 1922 – 31. März 1929), anschließend Präsident der Reichsbahndirektion Regensburg
- Christian Kaeppel (Präsident der RBD Nürnberg, kommissarisch 3. April 1929 – 31. Dezember 1930)